# Naprej zastava slave

Naprej zastava slave (« En avant, drapeau de la gloire ») est l'ancien hymne national de la Slovénie sous la Yougoslavie communiste (république socialiste de Slovénie) de 1945 à 1989. Il a été écrit par Simon Jenko et mis en musique par Davorin Jenko en 1860.
Hymne national officieux des Slovènes depuis sa composition, il avait en 1918 été associé à l'hymne national serbe et l'hymne national croate pour composer celui du royaume des Serbes, Croates et Slovènes, devenu en 1929 la première Yougoslavie. 
En 1945, il était devenu l'hymne de la république socialiste de Slovénie au sein de la deuxième Yougoslavie, alors que Hej Sloveni devenait hymne fédéral (officiellement en 1977). Le 27 septembre 1989, Naprej zastava slave a été remplacé comme hymne national slovène par la 7° strophe de Zdravljica, poème plus pacifique de France Prešeren, pour devenir l'hymne de l'armée slovène. 

## Texte
| Paroles en slovène | Traduction en français |
| --- | --- |
| Naprej zastava Slave, na boj junaška kri za blagor očetnjave naj puška govori! Z orožjem in desnico, nesimo vragu grom, zapisat v kri pravico, ki terja jo naš dom. Naprej zastava Slave, na boj junaška kri za blagor očetnjave naj puška govori! Draga mati je prosila, roke okol vrata vila, je plakala moja mila, tu ostani ljubi moj! Zbogom mati, ljuba zdrava, mati mi je očetnjava, moja ljuba čast in slava, hajdmo, hoj, zanjo v boj! Naprej zastava Slave, na boj junaška kri za blagor očetnjave naj puška govori! Naprej! Naprej! | En avant, drapeau de la gloire au combat, sang de héros pour le bien de la patrie que le fusil prenne la parole ! Par les armes et notre main droite, jetons sur l'ennemi le tonnerre, pour écrire dans le sang le Droit, que réclame notre Maison. En avant, drapeau de la gloire au combat, sang de héros pour le bien de la patrie que le fusil prenne la parole ! Ma chère mère suppliait, les bras autour de mon cou, ma chérie pleurait, reste ici mon amour ! Adieu ma mère, chère et forte, ma mère pour moi c'est la patrie, mon amour, l'honneur et la gloire, allons, allons, pour elle au combat ! En avant, drapeau de la gloire au combat, sang de héros pour le bien de la patrie que le fusil prenne la parole ! En avant ! En avant ! |